# Ryota Moriwaki
Ryota Moriwaki (Hiroshima, Prefectura d'Hiroshima, Japó, 6 d'abril de 1986) és un futbolista japonès.

## Selecció japonesa
Ryota Moriwaki va disputar 3 partits amb la selecció japonesa.